# Барадулин, Георгий Иванович
Георгий Иванович Барадулин (1871—1932) — русский советский учёный и педагог, врач-хирург и уролог, доктор медицинских наук (1905), профессор Московского университета (1919). Один из организаторов  развития советской урологии в начальный период её становления.

## Биография
Родился 30 марта 1871 года[по какому календарю?] в Москве.
С 1890 по 1895 год обучался на медицинском факультете Киевского университета. С 1895 по 1900 год на клинической работе в земских больницах Полтавской губернии в должности земского врача. С 1900 по 1914 год Г. И. Барадулин был в научных командировках в наиболее значимых урологических клиниках Англии, Франции и Германии.
С 1900 по 1932 год — на клинической и научно-педагогической работе в Московском университете в должностях: экстерната и ординатора факультетской хирургической клиники; с 1905 по 1913 год — ассистент, с 1913 по 1919 год — приват-доцент; в 1919—1923 годах — профессор Московского университета.

### Научно-педагогическая деятельность
Основная научно-педагогическая деятельность Г. И. Барадулина была связана с вопросами в области урологии и хирургического лечения аппендицита, занимался профилактикой осложнений после аппендэктомии. Г. И. Барадулин описал малоизвестные и редко встречающиеся заболевания, такие как полипы уретры и киста куперовых желез, он одним из первых в Советском Союзе предложил новые методики лечения урологических заболеваний, в том числе электрокоагуляция опухолей мочевого пузыря и низведение камней мочеточников. Г. И. Барадулин являлся членом-учредителем Всесоюзного урологического общества.
В 1905 году защитил диссертацию на соискание учёной степени доктор медицинских наук по теме: «Аппендицит», в 1919 году ему было присвоено учёное звание профессор. Под руководством Г. И. Барадулина было написано около ста десяти научных трудов, в том числе монографий.
Скончался 21 ноября 1932 года в Москве.
Похоронен на Введенском кладбище (уч. 4); там же могила его дочери, профессора Марии Георгиевны Барадулиной (1908—1980).